# Spaliny Małe
Spaliny Małe (deutsch Klein Spalienen, 1938 bis 1945 Spallingen) ist ein Ort in der polnischen Woiwodschaft Ermland-Masuren und gehört zur Gmina Rozogi (Landgemeinde Friedrichshof) im Powiat Szczycieński (Kreis Ortelsburg).

## Geographische Lage
Spaliny Małe liegt im südlichen Osten der Woiwodschaft Ermland-Masuren, 1,5 Kilometer nördlich der Grenze zur Woiwodschaft Masowien, die hier die einstige Staatsgrenze zwischen dem Deutschen Reich und Polen markiert. Die frühere Kreisstadt Pisz (deutsch Johannisburg) liegt 27 Kilometer in nordöstlicher Richtung, die jetzige Kreismetropole Szczytno (Ortelsburg) 33 Kilometer in nordwestlicher Richtung entfernt.

## Geschichte
Im Jahre 1804 wurde der kleine Ort Klein Spalienen als Erbpachtdorf gegründet und bestand aus mehreren kleinen Höfen. Zwischen 1874 und 1945 war das Dorf in den Amtsbezirk Turoscheln (1938 bis 1945 Mittenheide, polnisch Turośl) eingegliedert. 1938 umbenannt in „Amtsbezirk Mittenheide“, gehörte er bis 1945 zum Kreis Johannisburg im Regierungsbezirk Gumbinnen (ab 1905: Regierungsbezirk Allenstein) in der preußischen Provinz Ostpreußen.
111 Einwohner zählte Klein Spalienen im Jahre 1910, im Jahre 1933 waren es noch 86. 
Aufgrund der Bestimmungen des Versailler Vertrags stimmte die Bevölkerung im Abstimmungsgebiet Allenstein, zu dem Klein Spalienen gehörte, am 11. Juli 1920 über die weitere staatliche Zugehörigkeit zu Ostpreußen (und damit zu Deutschland) oder den Anschluss an Polen ab. In Klein Spalienen stimmten 100 Einwohner für den Verbleib bei Ostpreußen, auf Polen entfielen keine Stimmen.
Am 3. Juni (amtlich bestätigt am 16. Juli) 1938 wurde Klein Spalienen aus politisch-ideologischen Gründen der Abwehr fremdländisch klingender Ortsnamen in „Spallingen“ umbenannt. Die Einwohnerzahl belief sich 1939 auf 96.
In Kriegsfolge kam das kleine Dorf 1945 mit dem gesamten südlichen Ostpreußen zu Polen und erhielt die polnische Namensform „Spaliny Małe“. Heute ist es eine Ortschaft im Verbund der Landgemeinde Rozogi (Friedrichshof) im Powiat Szczycieński (Kreis Ortelsburg), bis 1998 der Woiwodschaft Ostrołęka, seither der Woiwodschaft Ermland-Masuren zugehörig. Im Jahre 2011 zählte es 43 Einwohner.

## Kirche
Bis 1945 war Klein Spalienen resp. Spallingen in die evangelische Kirche Turoscheln (1938 bis 1945 Mittenheide, polnisch Turośl) in der Kirchenprovinz Ostpreußen der Kirche der Altpreußischen Union sowie in die römisch-katholische Kirche Johannisburg im Bistum Ermland eingepfarrt.
Heute gehört Spaliny Małe zur katholischen Pfarrei Rozogi im Erzbistum Ermland der Römisch-katholischen Kirche in Polen. Die evangelischen Einwohner halten sich zu den Kirchengemeinden in Szczytno (Ortelsburg) bzw. Pisz (Johannisburg), beide in der Diözese Masuren der Evangelisch-Augsburgischen Kirche in Polen gelegen.

## Verkehr
Spaliny Małe liegt an einer Nebenstraße, die von Rozogi (Friedrichshof) im Powiat Szczycieński (Kreis Ortelsburg) entlang der Grenze zur Woiwodschaft Masowien bis nach Karpa (Karpa, 1938 bis 1945 Karpen) im Powiat Piski (Kreis Johannisburg) verläuft. Eine Bahnanbindung existiert nicht.